# 臺中市孔廟
24°09′16″N 120°41′24″E / 24.154389°N 120.689960°E
臺中市孔廟是位於臺灣臺中市北區樂英里的孔廟。最初規劃於東區由基隆顏家贈售的吳鸞旂公館，但因環境、被公眷與平民占用等問題尚未解決，後改至空軍第三飛機場附設子弟小學原址、臺中市忠烈祠旁重建，建築仿效曲阜孔廟宮殿式建築格局，於1976年落成。

## 沿革

### 籌建

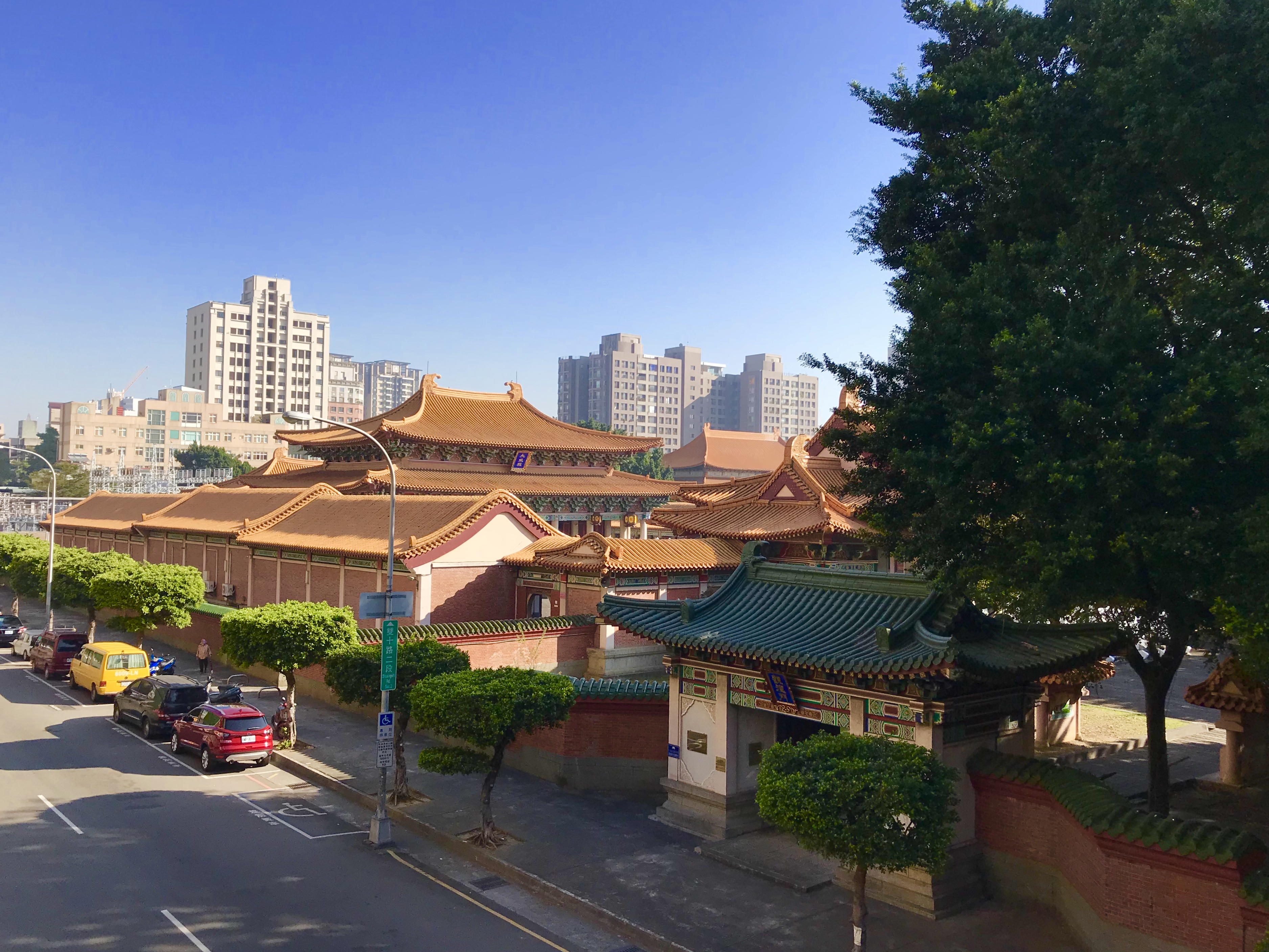
從雙十路天橋望觀德門一側。

臺灣戰後時期初，大成至聖先師奉祀官府遷至臺中。1951年6月16日，臺中市孔廟籌建委員會在臺中市府會客室招開第二次會議，由楊基先舉行會議，孔德成、劉安祺、沈鴻烈、黃通、徐成等十餘人出席，陳積中報告省府委員顏欽賢願意用大智路的土地作為興建孔廟用地。該地原是臺灣府城建城總理吳鸞旂公館。
同年9月29日，臺中市府大禮堂，委員會推選楊基先為主任委員，沈鴻烈、黃通為副主委。并推出常務委員劉安祺、沈鴻烈、孔德成、吳禮卿、徐灶生、杭立武等十七人，常務監察委員林金標，監察委員邱欽洲、林湯盤等七人。次年5月17日，籌建委員會舉行職席會議，由市長楊基先主持，到杭立武、孔德成等委員二十餘人，經決議發動地方人士勸慕興建孔廟，原預完1952年下半年動工。1955年，顏欽賢以新臺幣六萬元廉讓一千多坪的土地，並言明不得移作他用。

### 草建
孔廟初始位在大智路21號，屬翰第里。

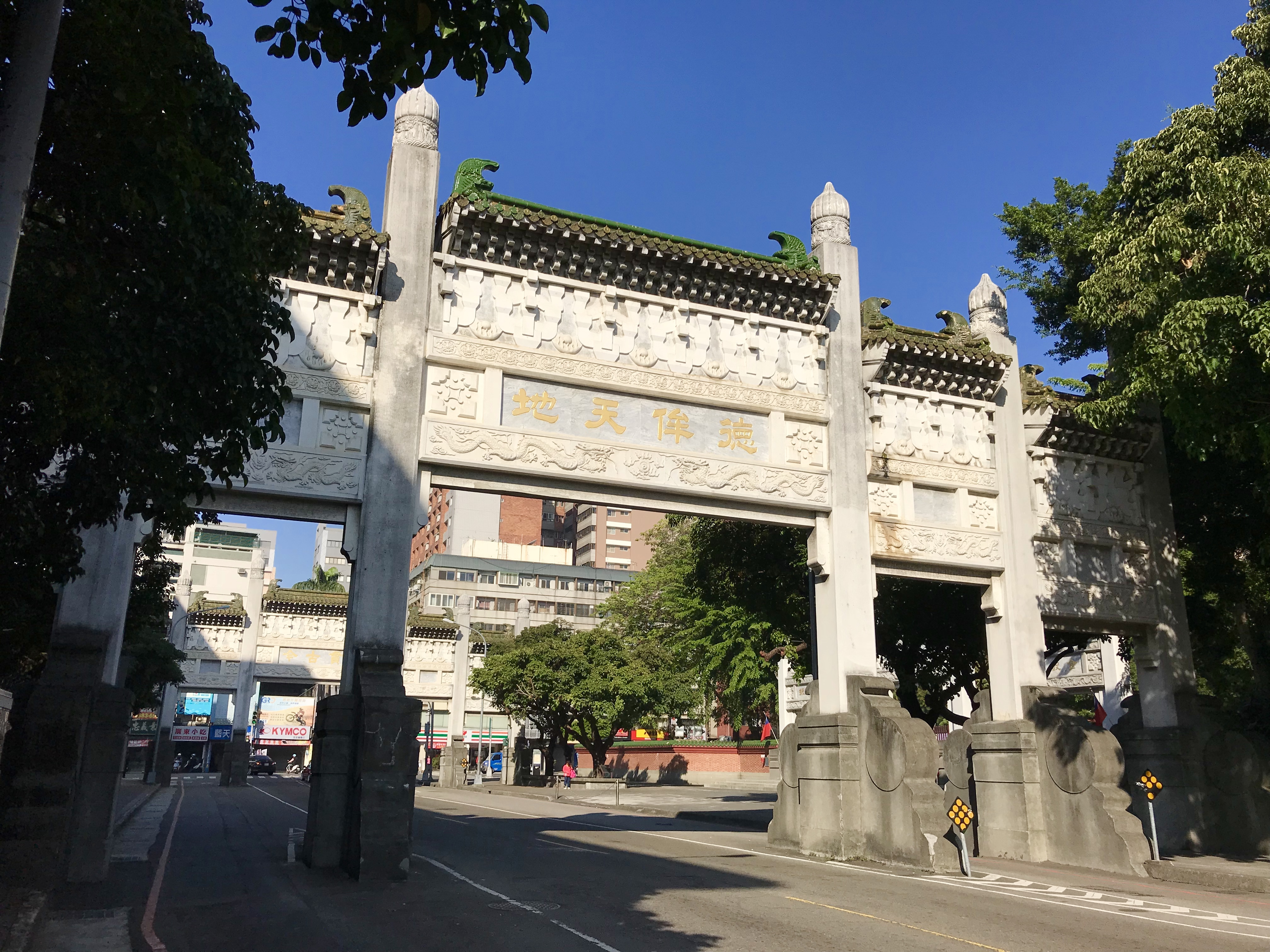
牌樓

當時吳鸞旂公館前有更樓一座，中座正廳，分前後兩進，廳之左右各附臥房一間，兩旁各住屋三棟，每棟一廳兩房，各有天井圍牆，右側有一大書房，旁有水池。右後角有大客廳一座，廳後有臥房數間，廳前有橋欄、池塘，公路四週加築圍牆，樓閣雕樑畫棟。
因市府建廟經費難籌，原作為孔廟的吳鸞旂公館就先被住戶佔住，纏訟數年期間恣意破壞，宅內建築物呈現破爛不堪。廟內大部分房舍被充作公務員宿舍，並有其他階層份子佔住，又向市府要求補償費。孔廟正殿上木板牆被人拆除，供奉孔子像之處變成通道，通道兩邊闢為房間，施景琛所贈孔子像遺失。廟址又遭認為偏僻，及被里長抱怨對面就是風化區妓女戶，並傳出堪輿不宜。
於是各界人士組織孔廟遷建委員會，決定將廟地予以轉賣，而將所得款項另易地另建孔廟。此舉引起顏欽賢來函向市長林金標抗議，內容為在臺中市孔廟籌建委員會立約後應善加興建孔廟，以酬渠售贈之願，而至今事隔數年，迄今該孔廟尚未完全建好，如今復意圖將地轉售，此舉實違售贈的本旨，渠實難以同意。

### 遷建

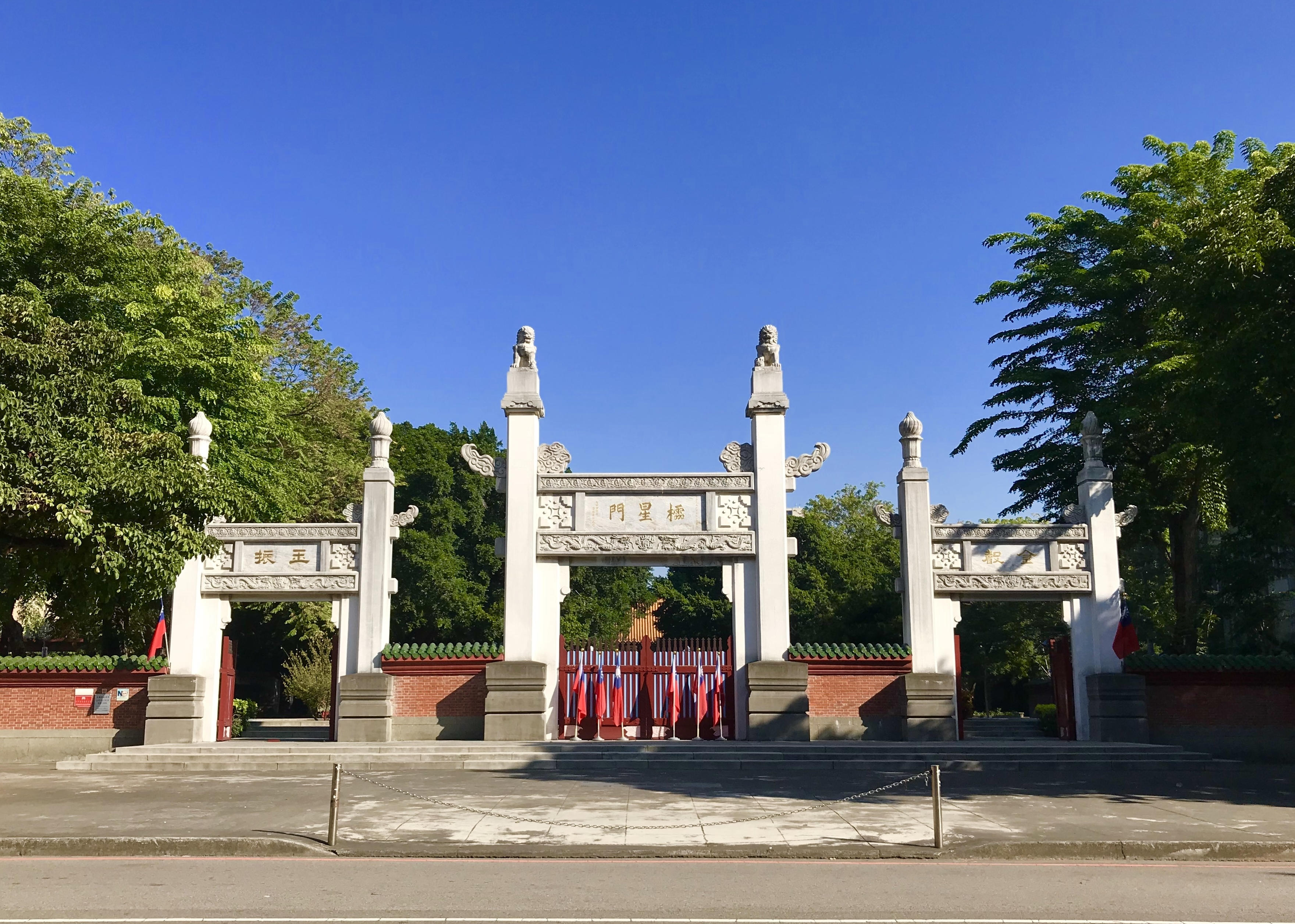
櫺星門

1962年12月4日，市議員周賜斌在總諮詢時，提出將孔廟從東區遷往大坑山區。1965年6月17日，臺中市議會聯合審查總預算時，議員李清花向市長張啓仲建議，原預定興建臺中殯儀館的空軍第三飛機場附設子弟小學現址，可改建孔廟。此提議也獲得里民贊同，認為可安定人心。次月9日，省議員吳一衛對臺灣省政府建議要撥款幫助臺中市建立孔廟。次年1月27日，臺中市政府在記者會上宣告，將以空軍小學原址興建孔廟，但說市府無力負擔費用，望中央補助與民間捐獻。因臺北市即將升格成直轄市，省府不能再用臺北孔子廟祭孔，因此報紙有呼籲省府協助另建孔廟的社論。《臺灣民聲日報》在1967年2月22日獨家報導說，原捐獻人的臺陽實業於市府計畫另地建廟後，決定將原有大智路三百多坪出售，未經市府同意。此行為被市政府下令地政事務所停止轉售。同年4月17日市府會議室，孔廟遷建委員會決定孔廟建地產權改歸市府所有，以使遷建工程能順利進行。原先有興建明倫堂的計畫，但土地在1969年租給臺中市救國團，原租期間自1969年5月1日至1971年4月30日為止，卻長期未歸還。
1972年新聞報導，臺中市府正計劃撥款二千五百萬元，在忠烈祠旁邊興建新的孔廟。本來計畫向中、小學生募捐經費，引起議員張光儀在該年11月22日於市政總質詢時反對。省府在民國六十三年度（1974年）決定運用二十億元，進行十八項公共建設工程和四項專案工程計劃，其中一專案就包括臺中孔廟的新建。建造商為以作古蹟修繕建築起家的慶仁建設，琉璃瓦為供應圓山飯店琉璃瓦的鶯歌三星陶器工廠製作，孔子神主由曾雕刻過臺北孔子廟神主的李松林負責，鑿花為施坤玉作品。1976年8月15日，大成殿業已完工，獲蔣經國以行政院長身分巡視。

### 完建

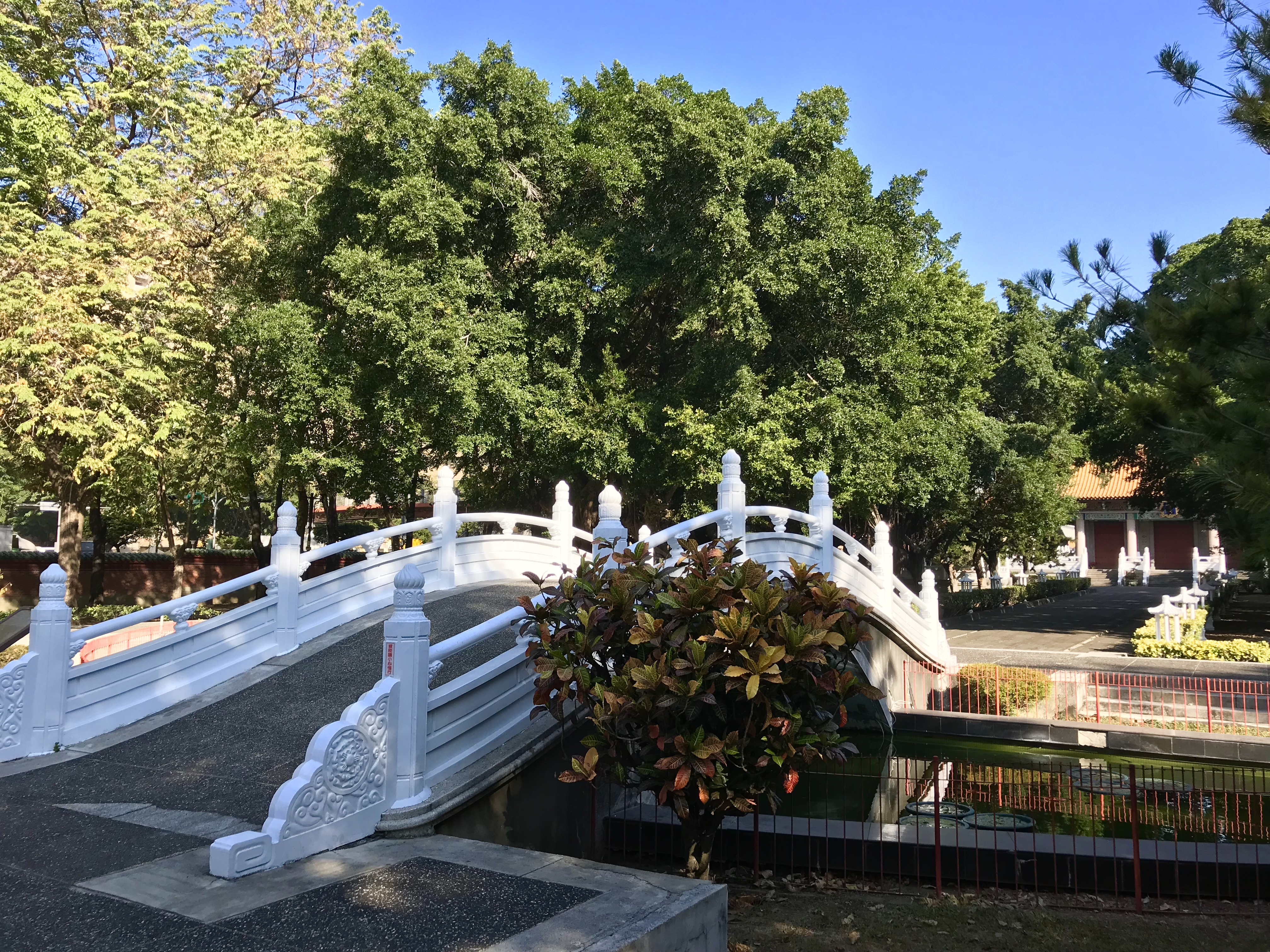
泮池

1976年9月14日安設孔子像基座，9月29日落成。地址是雙十路二段30號，地點屬於金華里，佔地兩萬餘坪。
2015年10月22日，市府拆除台中市救國團後方與孔廟園區間的圍牆，以恢復孔廟既有範圍。2017年2月6日，台中地方法院一審判決，救國團必須根據《民法》求償租金最高五年不當得利所得，賠償市府約四百萬元，另對於救國團團本部占用多年的孔廟土地須依照市府要求拆除建物。救國團上訴二審後，法官勸兩造和解，市府遂同意救國團續用四年，建物須無償返還國有（2022年2月）。

## 設施

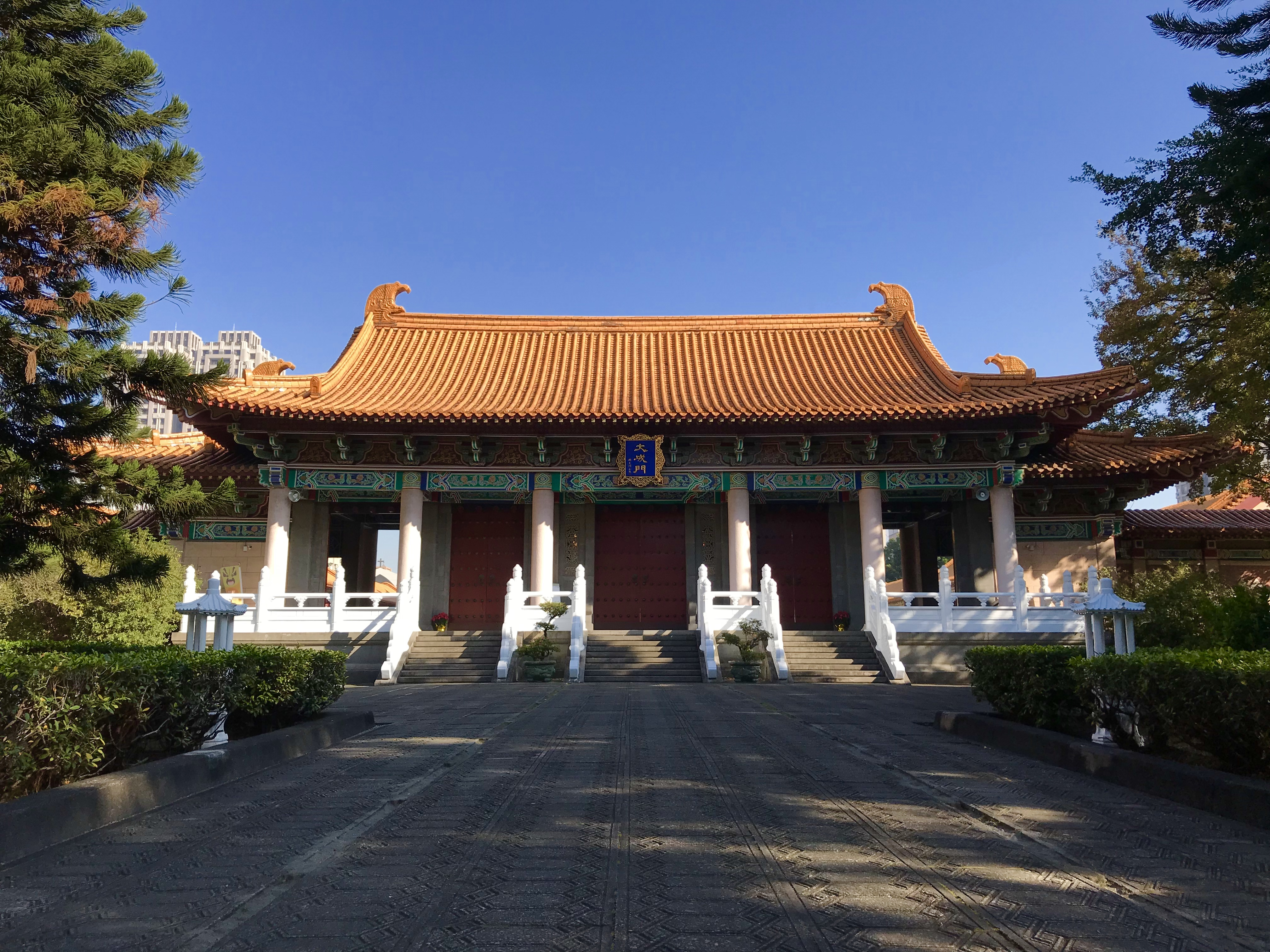
大成門

建築式樣上屬[北方孔廟，大成殿仿宋朝宮殿式建築，整體建築配置仿曲阜孔廟，彩繪全仿宋制，只見花草不畫龍鳳，在台灣孔廟中獨樹一格。
照壁長17.60公尺、寬4.5公尺，獨立在圍牆之外，與櫺星門隔街相望，為北方廡殿式建築，仿花崗石斬石子基座，頂覆青色琉璃瓦，四面嵌以琉璃浮彫，不同於其他台灣孔廟照壁大都直接書寫「萬仞宮牆」四字、圖繪麒麟，而是嵌浮雕孔子遊學圖。
作為正門的櫺星門不同於其他縣市孔廟則設在大成殿內，而是獨立在外。二側設有金聲、玉振門。雙十路旁設有觀德門作側門。
漢寶德回憶羅雲平非常喜歡新建的臺中孔廟，有外賓來訪，一定帶他們去此廟參觀。並且向建造單位要圖樣，準備在美國依樣建一座。羅雲平曾問漢寶德意見，後者認為臺中孔廟雖規模甚大，但在廟相與氣勢上，不及臺南孔子廟、彰化孔子廟遠甚。
漢寶德認為臺中孔廟雖使用宋代營造法，但不免制度上混亂，斗拱尺寸大，出簷遠，自然予人以簷宇飛揚的感覺，卻比例上掌握不善，缺乏壯偉的氣勢，南廡、大成門等，與正殿的搭配是相當軟弱的。他並批評兩廡用捲棚頂，尤其不能原諒。
廟內種一棵稱為「孔子樹」的楷樹，為牧野富太郎贈與廟方管理員何源松，其來源是白沢保美在1916年從曲阜取來的種子。由於祭孔時，會舉行拔智慧毛活動，這棵樹也被學子認為是智慧樹，樹皮慘遭池魚之殃。

## 釋奠
在1976年以前，祭孔大典都在醒修宮舉辦。

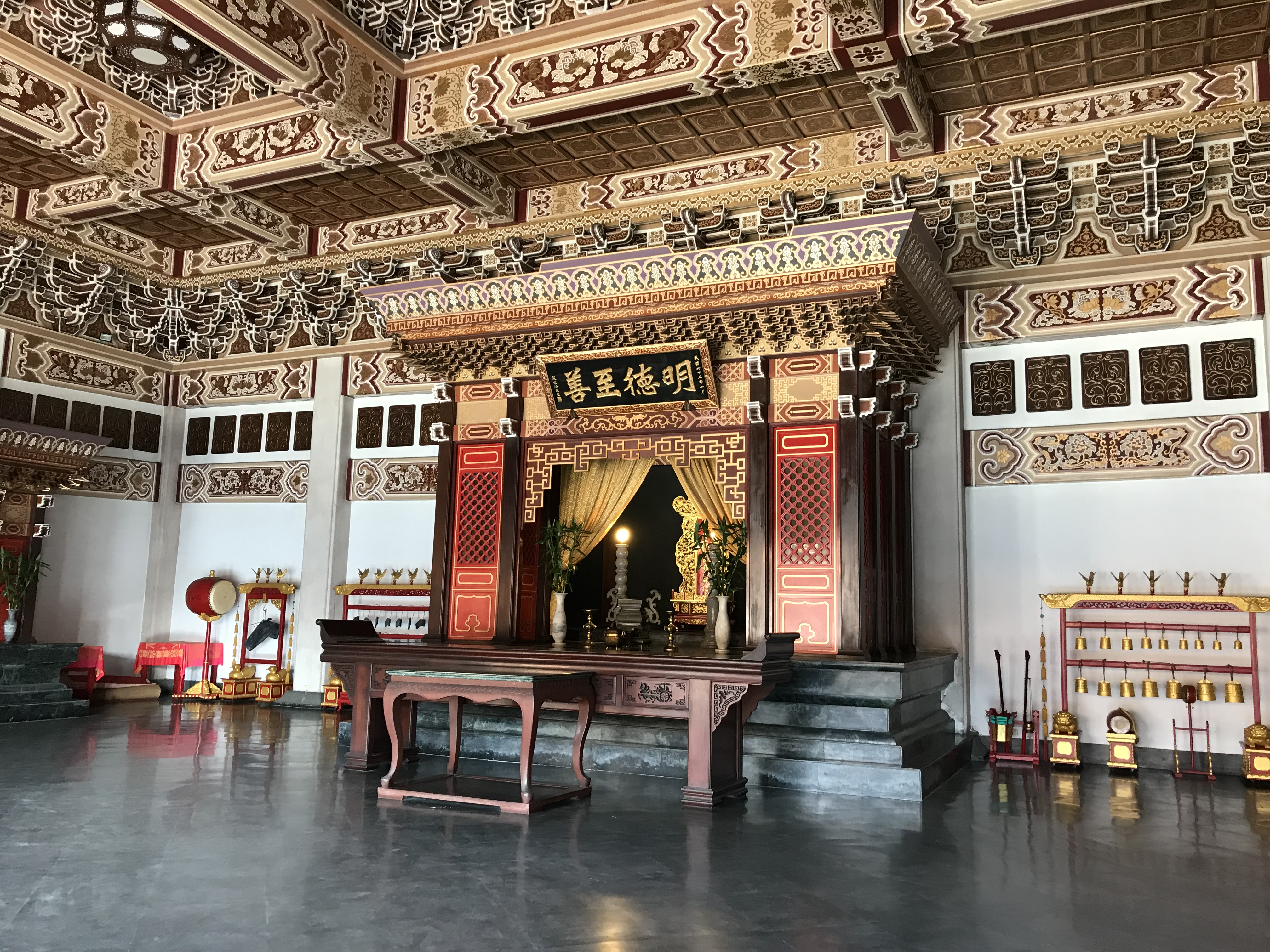
殿內

自1976年孔廟落成之後，廟附近的力行國小學童擔任祭孔大典中的八佾舞。佾舞為明朝後期的《頖宮禮樂疏》。
1995年，苗栗縣政府首次舉行釋奠時，就派人來此校學習，以便在象山孔廟演出。禮生、樂生則是從台中市府及區公所中挑選有經驗的人員擔任。
佾生對象以六年級的男童為主，暑假開始之際，從五年級的學生中挑選，為求整齊、化一的畫面，還得在身高及體型上力求均一。人數有六十四人，在甄選時都選上八十餘名，以備萬一。暑假過後，需利用課餘甚至夜間練習。由於釋奠都於清晨開始，因此，往年9月27日借住在孔廟毗鄰的救國團宿舍內，由於換床的不習慣，加上第二天半夜就得起床準備，因此，當夜學童幾乎都徹夜未眠，復加上第二天得站立、舞動近一個鐘頭，稍有差錯即遭指責，體力消耗大。
2004年，輪由省府主持時，以米食取代太牢，而學子喜歡拔的牛毛，則先從牛墟收集。
2011年秋季祭孔時，馬英九出席，為成立以來首次有國家元首參與。2015年首度加辦春祭。因少子化危機，該年秋祭變通首度有兩位女佾生，但該年剛好碰到颱風而取消。2017年，首度由孔氏七十七代子嗣孔德運擔任崇聖祠祭典分獻官。

## 外部連結
- 臺中市孔廟忠烈祠聯合管理所